# パール・ホワイト
パール・ホワイト（英: Pearl White、1889年3月4日 - 1938年8月4日）は、アメリカの舞台、映画女優。本名はパール・フェイ・ホワイト（Pearl Fay White）。6歳のときに舞台作品で女優デビューを果たし、その後サイレント映画に進出して、数々の有名な連続活劇作品に出演した。ホワイトは『ポーリンの危難』など、出演した活劇作品で多くのアクションシーンのスタントを自らこなし、「連続活劇の女王」と呼ばれるようになっていった。

## 幼少期
ホワイトは、父エドガー、母イネスとの間にミズーリ州グリーン・リッジで1898年3月4日に生まれた。両親の間にはホワイトの他に4人の兄弟姉妹がいた。一家はのちにミズーリ州のスプリングフィールドに引っ越している。ホワイトは6歳で舞台劇『アンクル・トムの小屋』に出演し、少女エヴァンジェリン役で女優デビューを果たした。また、13歳のときにはサーカスで裸馬乗りとして働いていたこともある。

## 女優としてのキャリア

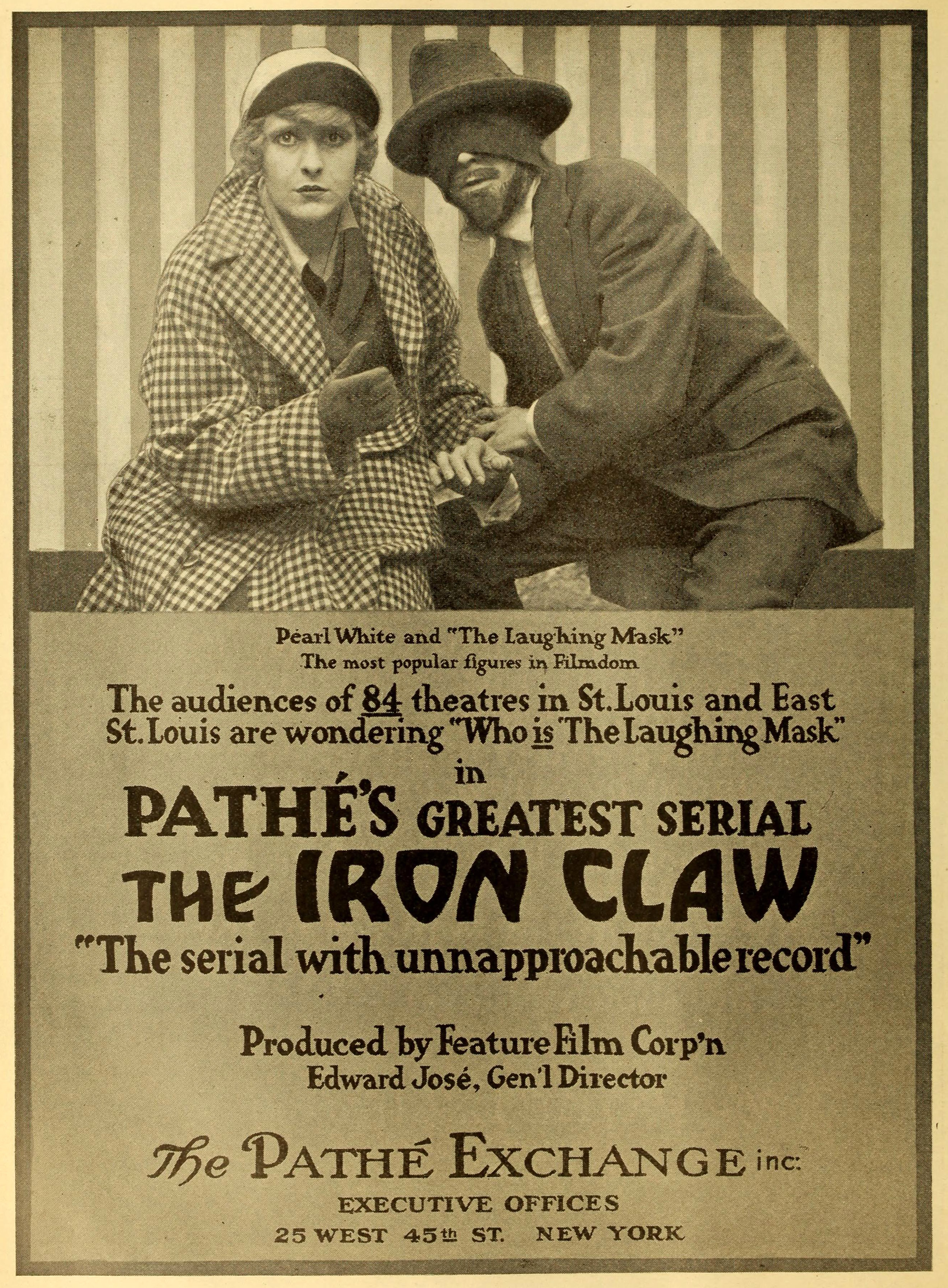
『The Moving Picture World』に掲載された『鉄の爪』（1916年）の広告。

ホワイトは高校2年生のときにディーマー劇団に加わり、女優としての研鑽を積んでいった。無事に高校を卒業することを望んでいた父の期待とは裏腹に、ホワイトは高校を中退している。この直後の1907年、18歳のときに、ホワイトはトラウズデイル劇団に参加し、昼間に家事手伝いをするかたわら、夜になると劇団の舞台に立つようになった。その後まもなくフルタイムで劇団で働くようになり、劇団とともにアメリカ中西部を巡業することになる。そしてホワイトはニューヨークのパワーズ映画会社に見いだされ、数年間にわたって端役を演じ続けた。当時のホワイトは「ミス・メイジー」という芸名をつけられて、キューバのダンスホールでアメリカの楽曲を歌わされることもあったといわれている。歌手として南アメリカを巡業し、カジノやダンスホールの舞台に立った。1910年にホワイトは喉を傷め、その声質が舞台での夜公演に耐えうるものではなくなっていった。ホワイトが映画デビューしたのはこの年である。この映画は、パワーズ映画会社がブロンクスで公開した、一連のコメディドラマの小作品だった。パワーズ映画会社で、ホワイトは身体を張ったコメディーの技能とスタント技術に磨きをかけていく。ホワイトは人気女優となり、フランスの映画会社パテ兄弟社の目に留まることになる。
1910年にホワイトは、パテ兄弟社から映画『アリゾナから来た少女』出演のオファーを受けた。本作は、パテ兄弟社がニュージャージー州のバウンド・ブルックに新築したスタジオで撮影することになっており、フランスのパテ兄弟社が初めてアメリカで撮影する作品だった。1911年にホワイトはルービン・スタジオ (en:Lubin Studios) の仕事も受けるようになり、数本の自主映画に出演している。1912年から1914年にかけては、マンハッタンのクリスタルフィルム・カンパニーが制作した多くのスラップスティック・コメディ映画で主役を演じた。ホワイトはその後休暇を取ってヨーロッパを旅し、アメリカ帰国後の1914年にパテ兄弟社の子会社であるエクレティック・フィルム・カンパニーと契約した。

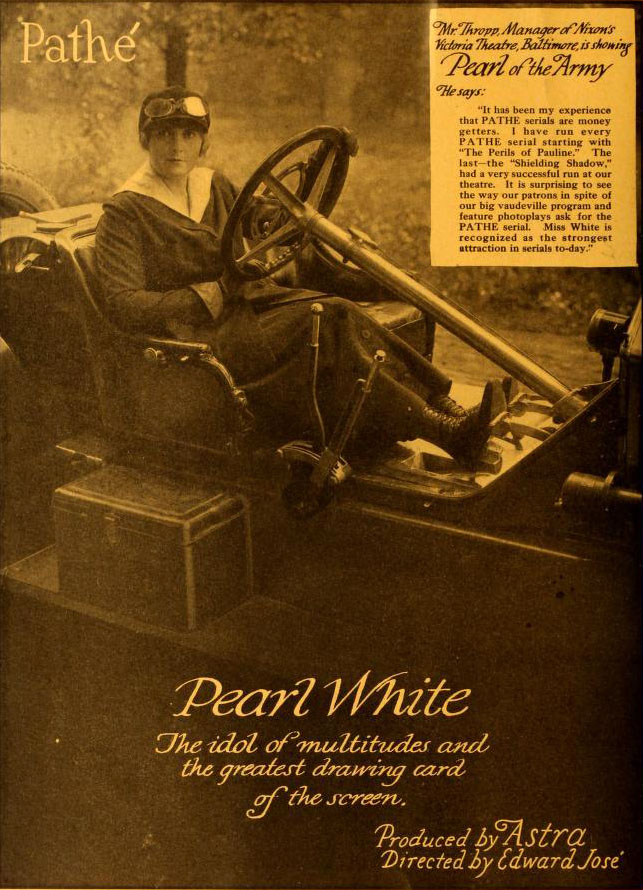
『陸軍のパール』（1917年）

パテ兄弟社の監督ルイ・ガスニエ (en:Louis J. Gasnier) がホワイトに、チャールズ・ゴダード (en:Charles W. Goddard) 脚本の連続活劇映画『ポーリンの危難』（1914年公開開始）への出演を依頼した。『ポーリンの危難』は、激しいアクションを要求される女主人公ポーリンを主役とした作品であり、運動神経に恵まれていたホワイトにとってまさにうってつけの役どころだった。全20話が制作され、毎週1話ずつ公開された『ポーリンの危難』は評判を呼び、ホワイトは週に1,750ドルを稼ぎ出す人気女優となっていった。ホワイトは『ポーリンの危難』の後に『拳骨』（1914年）に出演し、この作品でも大成功を収めている。その後5年の間に、『拳骨』（1915年）、『エレーヌ物語』（1915年、『鉄の爪』（1916年）、『陸軍のパール』（1916年-1917年）、『運命の指輪』（1917年）、『家の呪い』（1918年）、『電光石火の侵入者』（1919年）、『暗黒の秘密』（1919年-1920年）と、有名な連続活劇作品に出演している。これらの作品中でホワイトは、飛行機の操縦、車の運転、川を泳ぎ切るなどのアクションシーンを多くこなした。他にも様々なアクションシーンを演じていたが、もっとも集客力のある女優だったホワイトが怪我をすることを恐れたパテ兄弟社は、そのような役どころをホワイトに与えることを控えるようになっていった。しかしながら、すでにホワイトは『ポーリンの危難』の撮影中に脊椎を痛めており、ホワイトは後年になってから、この怪我の後遺症に苦しめられるようになった。
後期の作品でホワイトが演じたアクションシーンは、かつらを着用した男性の役者が吹き替えていたが、パテ兄弟社がアクションシーンはそれぞれの役者が演じていると公表していたため、ホワイトのアクションシーンが吹き替えであることに観客のほとんどは気付いていなかった。しかしながら1922年8月に、観客は真実を知ることとなる。ホワイトが出演する最後の連続活劇となった『プランダー』の撮影中に、ホワイトのアクションシーンを吹き替えしていた男優ジョン・スティーヴンソンが、72番街を走行するバスの屋上から高い桁へと飛び移るスタントに失敗した。そして頭部を強打したスティーヴンソンが、頭蓋骨骨折で死亡したことが報道されたのである。ホワイトは『プランダー』の撮影終了後に休暇を取り、ヨーロッパへと旅立った。
1919年頃には、ホワイトは連続活劇に嫌気を感じるようになり、スタントではなく演技力が要求される役どころを求めてフォックス・フィルム社（現在の20世紀フォックスの前身となった映画会社の一つ）と契約した。その後の2年間でホワイトは10本のフォックス・フィルム社のドラマ映画作品に出演したが、ホワイトの人気は徐々に低迷していった。

## 後半生

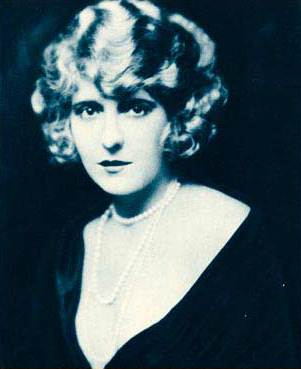
ホワイトの最後の映画作品となった『Terreur』（1924年）の宣材写真。

パテ兄弟社での仕事中に知り合いとなったフランス人の友人たちの影響により、ホワイトはパリのモンパルナスで芸術家たちのサークルに加わるようになった。ホワイトはモンパルナスに滞在中に、以前ホワイトの映画を監督したこともある、友人のベルギー人映画監督エドゥワルド・ホセの作品に出演した。サイレント映画はどこの国でも撮影することが可能で、ホワイトが世界的に有名な女優だったこともあって、フランス滞在中のホワイトには多くの出演依頼が舞い込んでいた。ホセが撮影した『Terreur』はホワイトの最後の映画作品となり、1924年にフランスで公開されている。また、ホワイトはモンマルトルで『Tu Perds la Boule』という舞台作品にも出演している。1925年にはロンドンのライシーアム劇場 (Lyceum Theatre) で上演される、コメディアンのマックス・ウォール (en:Max Wall) との舞台共演依頼を、週3,000ドルの出演料で受けている。その後、ホワイトは女優活動から完全に身を引いた。
映画女優をやめる1924年までに、ホワイトは200万ドルの貯金を有していた。優秀な実業家としての側面ももっていたホワイトは、パリの有名なナイトクラブやリゾート地ビアリッツのホテル、カジノに投資し、10頭の競走馬も所有していた。ホワイトはパリ16区の高級住宅街パッシーのタウンハウスと、ランブイエの54エーカーの敷地に建てられた邸宅を行き来する生活を送っていた。ホワイトはギリシア人実業家テオドロ・コッシカと友人となった。旅行好きという共通の趣味を通じて親しくなった2人は、エジプトのカイロに別荘を共同購入し、連れだって中東やアジア諸国を旅行している。
ホワイトの死後、ホワイトがトーキー映画への出演を考えたことがあったと報道された。晩年のホワイトが友人たちに、1929年にトーキー映画のテストを受けたが自身の声は相応しくなかったと語ったといわれている。ヨーロッパ中心の生活を送っていたホワイトだったが、1924年、1927年、1937年にアメリカを訪れた。ホワイトは最後のアメリカ訪問時に、もう映画界に戻るつもりはないことを報道陣に明らかにしている。さらに、トーキー映画に比べてサイレント映画の方がより難しいと思うと語ったが、サイレント映画とトーキー映画の両方で大成功を収めた女優グレタ・ガルボのことは高く評価していた。加齢とともにホワイトは肥満していった。写真をみるたびに自身の顔が太っていくと感じていたホワイトは、撮影されることを嫌うようになった。「写真を撮られると罰を受けているような気になるのよ」

## 私生活
ホワイトは2回結婚しているが、子供はいなかった。最初の夫は俳優のヴィクター・サザーランド (en:Victor Sutherland) で、1907年10月10日に結婚し、1914年に離婚した。その後1919年に俳優のウォレス・マカッチョンと結婚したが、1921年に離婚している。

## 死去

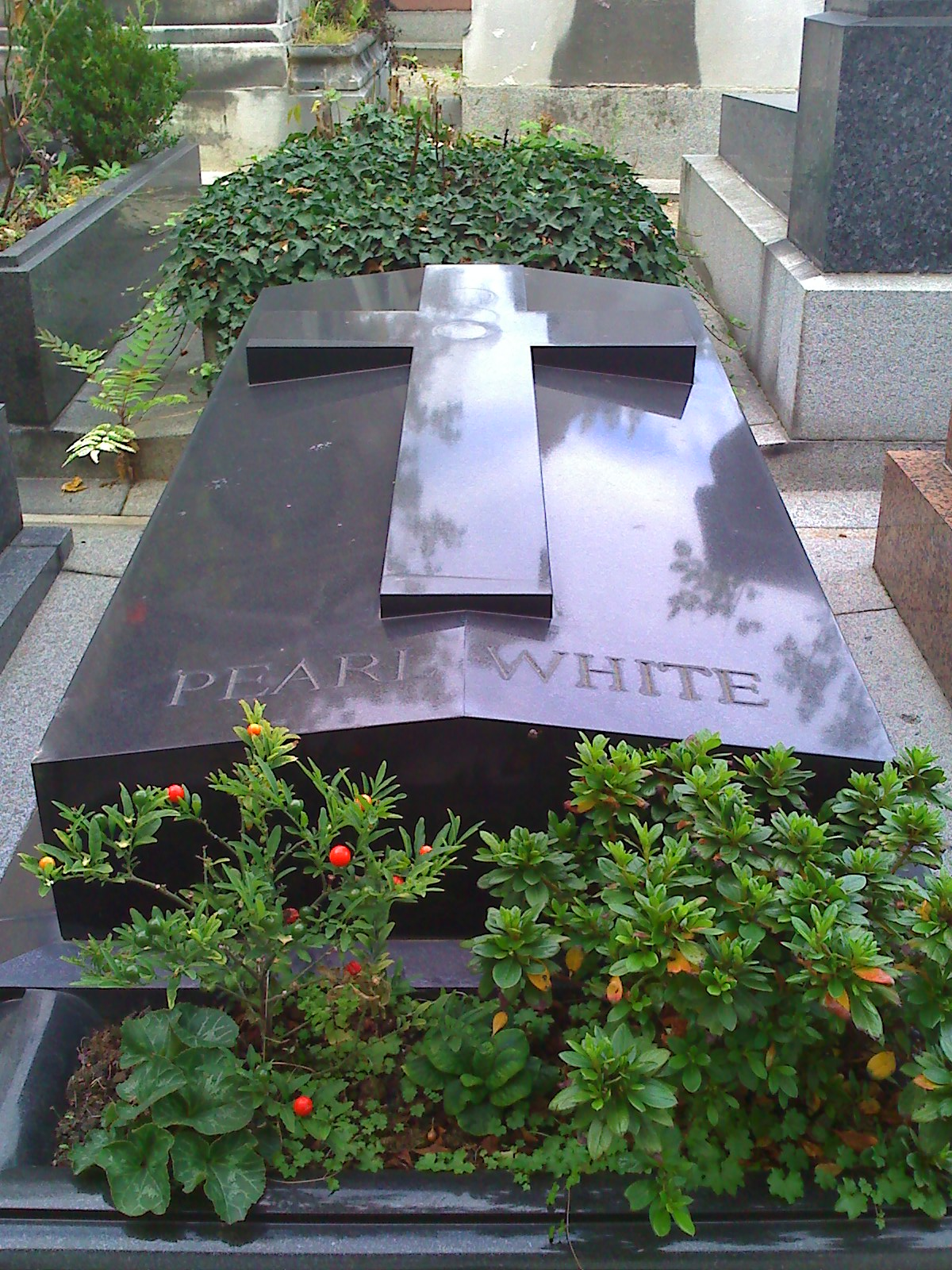
パッシー墓地にあるホワイトの墓。

1937年までにホワイトは重篤な肝不全を患った。『ポーリンの危難』の撮影中に負った脊椎損傷がホワイトを苦しめ続け、その痛みから逃れるために麻薬と酒にすがるようになっていったためだった。死去する前年にホワイトはパリの自宅近くにあるパッシー墓地に墓所を購入し、自身の葬送の手配を済ませている。1938年7月初旬にホワイトは、パリ近郊のヌイイ＝シュル＝セーヌにあるアメリカン・ホスピタルで肝臓の検査を受けた。その後1938年8月3日に昏睡状態に陥り、その翌日に49歳で死去した。公表された死因は肝不全だったが、長年にわたる大量の飲酒による肝硬変だったともいわれている。知人による密葬の後に、ホワイトはパッシー墓地に埋葬された。
宝石や不動産なども含めたホワイトの遺産は、その多くが友人テオドロ・コッシカに遺贈された。そのほか、実父、姪、甥にも遺産を残し、73,000ドルをチャリティへ寄贈している。

## 後世への影響
作品ジャンルの発展と女優の役割の向上という2点において、ホワイトは映画史上に重要な地位を占めている。サイレント時代に活躍した他の多くの俳優と同じく、ホワイトが出演した作品もほとんどが失われている。『ポーリンの危難』は、1916年にヨーロッパで公開された9リールの短縮版だけが現存している。『拳骨』のプリントは現存しており、1994年に映画史に残る重要な作品であるとしてアメリカ国立フィルム登録簿に登録された。。ホワイトの出演作品はすべてイーストコースト・スタジオで撮影されており、ハリウッドを訪れたことはなかったと伝えられている。ハリウッド・ウォーク・オブ・フェームのハリウッド大通り6838には、映画業界への貢献を讃えてホワイトのプレートが設置されている。
1947年にパラマウント映画が『ポーリンの危難 (en:The Perils of Pauline (1947 film))』（邦題は『ポーリンの冒険』）を製作した。これはホワイトの生涯を脚色した作品で、ベティ・ハットンがホワイトを演じている。

## 主要作品
パール・ホワイトが出演した全作品のリストは、英語版の「Pearl White filmography」を参照のこと。
| 公開年 | 原題                       | 邦題                 | 配役                             | 備考                   |
| ------ | -------------------------- | -------------------- | -------------------------------- | ---------------------- |
| 1910年 | The Horse Shoer's Girl     |                      |                                  |                        |
| 1910年 | The New Magdalene          |                      |                                  |                        |
| 1910年 | The Woman Hater            |                      |                                  |                        |
| 1911年 | An Unforeseen Complication |                      | 教授の娘                         |                        |
| 1911年 | The Stepsisters            |                      | 義母                             |                        |
| 1912年 | The Mad Lover              |                      | エセル・マリオン                 |                        |
| 1912年 | The Spendthrift's Reform   |                      | 夫人                             |                        |
| 1912年 | The Mind Cure              |                      | パール                           |                        |
| 1912年 | Oh That Lemonade           |                      | 未亡人                           |                        |
| 1913年 | Pearl as a Detective       |                      | パール                           |                        |
| 1913年 | The Paper Doll             |                      | アリス・ウィルソン               |                        |
| 1914年 | The Perils of Pauline      | 『ポーリンの危難』   | ポーリン                         | 連続活劇               |
| 1914年 | The Exploits of Elaine     | 『拳骨』             | エレーヌ・ドージェ               | 連続活劇               |
| 1915年 | The New Exploits of Elaine | 『拳骨』             | エレーヌ・ドージェ               | 連続活劇               |
| 1915年 | The Romance of Elaine      | 『エレーヌ物語』     | エレーヌ・ドージェ               | 連続活劇               |
| 1916年 | Hazel Kirke                |                      | ヘイゼル・カーク                 |                        |
| 1916年 | The Iron Claw              | 『鉄の爪』           | Margery Golden                   | 連続活劇               |
| 1916年 | Pearl of the Army          | 『陸軍のパール』     | パール・デイト                   | 連続活劇               |
| 1917年 | Mayblossom                 |                      | アナベル・リー                   |                        |
| 1917年 | The Fatal Ring             | 『運命の指輪』       | ヴァイオレット・スタンディッシュ | 連続活劇               |
| 1918年 | The House of Hate          | 『家の呪い』         | パール・グラント                 | 連続活劇               |
| 1919年 | The Lightning Raider       | 『電光石火の侵入者』 | ライトニング・レイダー           | 連続活劇               |
| 1919年 | The Black Secret           | 『暗黒の秘密』       | イヴリン・エリス                 |                        |
| 1920年 | The White Moll             | 『ホワイト・モール』 | ロダ                             |                        |
| 1920年 | The Thief                  | 『盗人』             | メアリ・ヴァンタイン             |                        |
| 1921年 | Know Your Men              | 『迷雲晴れて』       | エレン・スカイラー               |                        |
| 1921年 | A Virgin Paradise          | 『乙女の楽園』       | グラティア・レイサム             |                        |
| 1922年 | The Broadway Peacock       | 『愛の逆流』         | マートル・メイ                   |                        |
| 1922年 | Without Fear               |                      | ルース・ハミルトン               |                        |
| 1923年 | Plunder                    | 『プランダー』       | パール・トレイヴァーズ           | 連続活劇               |
| 1924年 | Perils of Paris            |                      | エレーヌ・アルドリヒ             | 連続活劇 別題: Terreur |

## 関連文献
- Menefee, David W. (2004). The First Female Stars: Women of the Silent Era. Connecticut: Praeger. ISBN 0-275-98259-9
- Lahue, Kalton C. (1971). Ladies in Distress. New York: A. S. Barnes and Co.. ISBN 0-498-07634-2
- Fletcher, Adelle Whitely (February 1921). “Reconsidering Pearl”. Motion Picture Magazine.